# 愛宕神社 (天童市)
愛宕神社（あたごじんじゃ）は、山形県天童市にある神社。旧社格は県社。舞鶴山頂の天童城本丸跡（天童公園内）に鎮座する。

## 祭神
- 火産巣日神

## 歴史
永和3年（1377年）5月1日、当時の天童城主里見頼直が勝軍地蔵を御殿の奥の間に安置したことに始まる。
天正12年（1584年）12月24日、山形城主最上義光が天童城を攻略したのち、本丸跡に社殿を建立し社領1370石を寄進した。これが創建とされる。同13年（1585年）6月24日には天童城主里見家の氏神・勝軍地蔵を遷宮し、大祭の儀式が行われた。
社殿は同年に炎上し、慶長8年（1603年）に再建された。それも寛文年間に暴風で倒壊したため、延宝6年（1678年）再び造営されてこれが現在の社殿となる。江戸時代には末社48社を数えたと伝えられる。
明治に入り、近代社格制度において県社に列した。

## 境内
- 社殿
延宝6年（1678年）の造営。蟇股や幣殿の松竹梅、鳳凰などの彫物はこの時期に京都において作られたとされ、桃山文化の名残をとどめている。また、幣殿内の壁板には鷹、松、椿等、杉戸板には唐獅子図が狩野派の画人によって極彩色で描かれている。昭和46年（1971年）天童市の有形文化財に指定。

## 文化財

### 天童市指定文化財
- 愛宕神社社殿 - 昭和46年（1971年）指定
- 紙本著色神馬図 - 桃山時代作。最上義光の孫・最上家信が「奉納馬形一疋為諸願成就」と銘打ち奉納した絵馬一面。荒れ狂う馬を制御する舎人の姿が描かれる（縦188cm・横212cm）
- 石燈籠の竿柱 - 氏家光氏が慶長14年（1609年）に奉納した石燈籠。現在は竿柱のみが残る

## 現地情報
所在地
- 山形県天童市大字北目字城山988-1